# Zarlasht Halaimzai
Zarlasht Halaimzai (Afganistan, 1981) és una emprenedora afganesa, cofundadora i directora de la Refugee Trauma Initiative, una entitat que dona suport psicològic a les persones refugiades.
El 1992, quan tenia 11 anys, va marxar de Kabul amb la seva família després de la retirada de l'exèrcit americà. En veure una bomba esclatar a prop de casa seva, van decidir marxar. Eren quatre adults i sis nens, dels quals Zarlasht era la més gran, amb 10 anys. Caminant van arribar a l'Uzbekistan, on van viure quatre anys. El 1996 es van refugiar a Londres primer amb la seva mare i els seus dos germans, havien hagut de deixar la resta de la família, i va patir una llarga depressió, que duraria cinc anys. Van demanar asil com a refugiats i els van dur a un alberg per a famílies vulnerables.
Ha treballat en diverses iniciatives de suport als refugiats. Va decidir treballar a la frontera de Síria amb Turquia, ajudant ONG a facilitar l'accés a l'educació i el benestar dels refugiats. Va ser una de les primeres becàries de la Fundació Obama el 2018, patrocinat per Barack Obama. Forma part de la llista de la BBC de les 100 dones inspiradores de l'any 2021.